# Bled for Days
Bled for Days – trzeci singel industrial metalowej grupy Static-X pochodzący z debiutanckiego albumu grupy, Wisconsin Death Trip. Piosenka pojawiła się na kilku soundtrackach, między innymi do filmów Universal Soldier: The Return czy Bride of Chucky. Teledysk do „Bled for Days” został nakręcony podczas występu Static-X, został zmiksowany z wersją albumową utworu.